# Каллидай, Рамеш
Раме́ш Каллида́й (англ. Ramesh Kallidai) — британский индуистский общественный деятель и публицист. В период с 2004 по 2009 год был генеральным секретарём Индуистского форума Великобритании — одной из крупнейших головных организаций британских индуистов. Служил членом ряда британских государственных организаций и ведомств: «Комиссии по интеграции и сплочённости», «Форума преступлений на почве расовой ненависти», «Консультативного совета по религиозным общинам», «Форума Лондон 2012» и независимой консультативной группы при «Лондонском совете криминальной юстиции». В ряде случаев Рамеш Каллидай давал письменные и устные свидетельства для Палаты общин Великобритании и отборочных комитетов Палаты лордов в ходе работы по законопроектам о религиозной ненависти, терроризме и взаимодействия с общинами.
Рамеш Каллидай регулярно публикуется в ряде британских и индийских газет. В средствах массовой информации часто появляются его комментарии по разным актуальным темам: от взрывов в Лондоне 2005 года и преступлений на почве расовой ненависти до смерти папы римского Иоанна Павла II и женитьбе принца Уэльского.
В октябре 2006 года Каллидай организовал встречу в Бхактиведанта-мэноре лидера Консервативной партии Великобритании Дэвида Кэмерона с группой из 300-т бизнесменов и деятелей британской индуистской общины. В ноябре 2007 года, он выступил организатором первого в истории празднования индуистского фестиваля Дивали в британской Палате общин. В празднестве приняли участие премьер-министр Великобритании Гордон Браун и лидер оппозиции Дэвид Кэмерон.

## Биография
Рамеш Каллидай родился и вырос в Тамилнаде, Индия, в семье ортодоксальных южноиндийских брахманов. С детства изучал ритуалы и философию ведантического индуизма. С раннего возраста Каллидай научился декламации санскритских мантр и шлок из священных писаний. Его первым учителем был вайшнавский брахмана Шри Раджан Айенгар, принадлежавший к традиции шри-вайшнавизма. Он обучил Рамеша глубинному значению и практике декламации таких индуистских писаний, как «Вишну-сахасранама», «Нараяниям» и других вайшнавских текстов. Рамеш также обучался в «Миссии Чинмая» и будучи подростком изучал книги Свами Чинмаянанды, в частности его версию «Бхагавад-гиты».
Когда Рамешу было 16 лет, в его руки попало издание «Бхагавата-пураны» в изложении Камалы Субраманьяма, опубликованное «Бхаратия-видья-бхаваном». Эта книга оказала на Рамеша огромное влияние и побудила его на поиски гуру, который смог бы открыть ему внутренний смысл этого священного текста. Его поиск завершился после того, как в возрасте 18 лет он впервые встретил Гопала Кришну Госвами — гуру Международного общества сознания Кришны (ИСККОН). В 1989 году Рамеш прошёл формальный обряд посвящения в ученики и получил духовное имя Ромапада Даса. Под руководством Гопала Кришны Госвами, он изучал различные религиозно-философские тексты традиции гаудия-вайшнавизма в трактовке Бхактиведанты Свами Прабхупады. Позже, в Мумбаи, он стал главным редактором газеты Hare Krishna Today («Кришнаиты сегодня»).
В 1993 году, оставив свою работу в компании Air India, Рамеш эмигрировал в Великобританию, где в 1995—1996 годах принял активное участие в организованной ИСККОН и британскими индусами кампании в защиту Бхактиведанта-мэнора как места индуистского поклонения. Кампания началась после того, как муниципальный совет района, в котором располагается Бхактиведанта-мэнор, высказала намерение закрыть храм. В 1994 году при участии Каллидая была образована молодёжная индуистская группа «Пандава-сена», которая также приняла активное участие в кампании.
Все эти годы он активно участвует в служении общине индусов Великобритании, исполняя обязанности члена ряда британских индуистских организаций, включая «Национальный совет индуистских храмов», «Индуистский совет Великобритании» и «Индуистский форум Великобритании».

## Общественная деятельность
Во многом благодаря активной деятельности Рамеша Каллидая, община индусов в Великобритании стала играть значительно более заметную роль в британском обществе. Его инициатива под названием «Единение британских индусов» («Connecting British Hindus»), проведённая в партнёрстве с аналитическим центром Runnymede Trust, подняла вопрос о личностном самоопределении британских индусов. В результате был опубликован отчёт, в котором говорилось, что более 80 % индусов Великобритании не хотят, чтобы их называли «азиатами», а предпочитают называться «индусами» или «индийцами».
В августе 2006 года министр по делам общин и местного самоуправления Великобритании Рут Келли назначила Рамеша Каллидая членом «Комиссии по интеграции и сплочённости». В его задачи на этом посту входит предоставление отсчёта о проблемах, связанных с сегрегацией и сплочёностью общества. Рамеш Каллидай также является членом таких государственных органов Великобритании, как «Форум преступлений на почве расовой ненависти», «Консультативный совет по религиозным общинам» и «Форум Лондон 2012». Кроме этого, Рамеш Каллидай является членом независимой консультативной группы при «Лондонском совете криминальной юстиции». В ряде случаев он давал письменные и устные свидетельства для Палаты общин Великобритании и отборочных комитетов Палаты лордов по законопроектам о религиозной ненависти, терроризме и взаимодействия с общинами.
Рамеш Каллидай поддерживает отношения и работает над разными общественными проектами с такими организациями, как «Совет мусульман Великобритании», «Конференция католических епископов», «Церкви вместе в Англии и Уэльсе», «Англиканская церковь», «Совет депутатов британских евреев», «Офис Главного раввина», «Сеть сикхских организаций», «Сикхи в Англии», «Национальное духовное собрание бахаи Великобритании», «Сеть буддийских организаций» и «Европейский джайн-самадж». Рамеш Каллидай выступил организатором ряда межрелигиозных мероприятий. Он также является консультантом по межрелигиозным вопросам и активно участвует в деятельности «Межрелигиозной сети Великобритании», где ранее он был одним из членов руководящего комитета.
Рамеш Каллидай выступил организатором таких общественных мероприятий, как ежегодное празднование индуистского фестиваля Дивали в Палате общин британского парламента; встреча с буддийским лидером Кармапой Ламой; индуистское богослужение в парке на набережной Виктории в память жертв террористических атак в Лондоне; межрелигиозное богослужение в память жертв террористических атак в Мумбаи.
Рамеш Каллидай регулярно публикуется в ряде британских и индийских газет и выступает в региональных, национальных и международных средствах массовой информации, включая газеты, журналы, радио и телевидение.
В октябре 2006 года он организовал в кришнаитском храме Бхактиведанта-мэнор встречу лидера Консервативной партии Великобритании Дэвида Кэмерона с группой из 300 бизнесменов и деятелей британской индийской общины. Год спустя, в ноябре 2007 года, он выступил организатором празднования индуистского фестиваля Дивали в британской Палате общин. В празднестве приняли участие премьер-министр Великобритании Гордон Браун и лидер оппозиции Дэвид Кэмерон. Они с похвалой отозвались о деятельности Рамеша Каллидая и Индуистского форума Великобритании. В ходе праздника, Рамеш Каллидай дал Гордону Брауну почётное индуистское имя «Говардхан Браун» — по названию священного холма Говардхана, который, согласно легенде, маленький Кришна поднял мизинцем своей руки.

## Критика
В 2007 году газета Evening Standard обвинила Рамеша Каллидая в поддержании тесных связей с индуистскими националистами в Индии и в защите их интересов в Британском парламенте. В ответ на представленные в статье обвинения, Индуистский форум Великобритании выпустил пресс-релиз, в котором утверждалось, что статья «изобиловала фундаментальными фактическими неточностями и неподтверждёнными обвинениями» и что автор статьи подразумевал вину Индуистского форума Великобритании и Каллидая по ассоциации.

## Членство в общественных и государственных организациях
Рамеш Каллидай является членом следующих общественных и государственных организаций:
- Член «Комиссии по интеграции и сплочённости» (Commissioner for Integration and Cohesion), находится в непосредственном подчинении у министра по делам общин и местного самоуправления Великобритании.
- Генеральный секретарь «Индуистского форума Великобритании»
- Вице-президент организации Hindu Aid
- Член «Форума преступлений на почве расовой ненависти» столичной полиции Лондона
- Член консультативного органа полиции Лондона Diamond Advisory Group
- Член консультативоного органа при «Лондонском совете криминальной юстиции» (London Criminal Justice Board)
- Исполнительный член «Религии за мир» (Великобритания)
- член Королевского общества искусств
- Член Национальной рабочей группы кампании Европейского союза по борьбе с дискриминацией

## Публикации
- Caste in the UK — работа, посвящённая теме каст в британском контексте; основана на данных исследований и опросов (2008)
- Working with a Hindu Ethos — справочник по индуистским благотворительным организациям в Великобритании, опубликованный «Индуистским форумом» в 2007 году. Был представлен в Палате общин Великобритании её лидером Харриет Харман.
- Oral and written response to the Home Affairs Select Committee on Terrorism and Community Relations, 2005
- Oral and written response to the House of Lords Select Committee on Religious Discrimination, November 2002
- Response to 'Fairness for All' White Paper on the Commission for Equality and Human Rights, July 2004
- Response to 'Strength in Diversity', Home Office White Paper on race equality and community cohesion, July 2004
- Using the UML Uniformly, City University, September 2000
- Screaming Hot Bhajiyas — еженедельная колонка в Asian Voice, самой крупной еженедельной британской газете для выходцев из Азии
- Angrezi Matters — публикуемая раз в две недели колонка в The Hindustan Times, одной из крупнейших газет Индии